# Мала Бреза
Мала Бреза (словен. Mala Breza) — поселення в общині Лашко, Савинський регіон, Словенія. Висота над рівнем моря: 505,4 м.